# 1989年カナダグランプリ
1989年カナダグランプリは、1989年F1世界選手権の第6戦として、1989年6月18日にジル・ヴィルヌーヴ・サーキットで開催された。

## 予選
マクラーレンの2台が最前列を占めたのはこのシーズン5度目のことだったが、今回はアラン・プロストがポールポジションを獲得した。
金曜日の予選でセナのマシンは3速にトラブルを抱え、予選タイヤでのアタックができなかった。セナがレースタイヤで記録したタイムはプロストのタイムには僅かに届かず、プロスト、セナのオーダーで予選初日は終了した。
土曜日の予選は強風に見舞われ、向かい風となった直線のスピードは落ち、この風でコース上に砂が出たために路面のグリップも悪化した。セナはこのセッションでプロストを1秒上回るタイムを記録したが、それでも前日のプロストのタイムを上回ることができなかった。
プロストは前年ポルトガルGP以来のポールポジションを獲得し、前年スペインGPから続いたセナの連続ポールポジション記録は8でストップした。

### 予選結果
| 順位 | No | ドライバー                 | コンストラクタ         | 1回目    | 2回目    |
| ---- | -- | -------------------------- | ---------------------- | -------- | -------- |
| 1    | 2  | アラン・プロスト           | マクラーレン・ホンダ   | 1'20.973 | 1'22.269 |
| 2    | 1  | アイルトン・セナ           | マクラーレン・ホンダ   | 1'21.049 | 1'21.269 |
| 3    | 6  | リカルド・パトレーゼ       | ウィリアムズ・ルノー   | 1'21.783 | 1'23.738 |
| 4    | 28 | ゲルハルト・ベルガー       | フェラーリ             | 1'21.946 | 1'22.305 |
| 5    | 27 | ナイジェル・マンセル       | フェラーリ             | 1'22.165 | 1'22.751 |
| 6    | 5  | ティエリー・ブーツェン     | ウィリアムズ・ルノー   | 1'22.311 | 1'24.004 |
| 7    | 8  | ステファノ・モデナ         | ブラバム・ジャッド     | 1'22.612 | 1'23.599 |
| 8    | 21 | アレックス・カフィ         | ダラーラ・フォード     | 1'22.901 | 1'24.957 |
| 9    | 22 | アンドレア・デ・チェザリス | ダラーラ・フォード     | 1'23.050 | 1'24.444 |
| 10   | 30 | フィリップ・アリオー       | ローラ・ランボルギーニ | 1'23.059 | -        |
| 11   | 23 | ピエルルイジ・マルティニ   | ミナルディ・フォード   | 1'23.252 | 1'25.195 |
| 12   | 9  | デレック・ワーウィック     | アロウズ・フォード     | 1'23.348 | 1'23.833 |
| 13   | 19 | アレッサンドロ・ナニーニ   | ベネトン・フォード     | 1'23.542 | 1'24.279 |
| 14   | 3  | ジョナサン・パーマー       | ティレル・フォード     | 1'23.665 | 1'23.876 |
| 15   | 17 | ニコラ・ラリーニ           | オゼッラ・フォード     | 1'23.799 | 1'25.289 |
| 16   | 10 | エディ・チーバー           | アロウズ・フォード     | 1'23.828 | 1'24.693 |
| 17   | 15 | マウリシオ・グージェルミン | マーチ・ジャッド       | 1'23.863 | 1'24.734 |
| 18   | 36 | ステファン・ヨハンソン     | オニクス・フォード     | 1'23.979 | 1'24.918 |
| 19   | 11 | ネルソン・ピケ             | ロータス・ジャッド     | 1'24.029 | 1'25.825 |
| 20   | 4  | ミケーレ・アルボレート     | ティレル・フォード     | 1'24.296 | 1'25.412 |
| 21   | 16 | イヴァン・カペリ           | マーチ・ジャッド       | 1'24.406 | 1'25.094 |
| 22   | 25 | ルネ・アルヌー             | リジェ・フォード       | 1'24.558 | 1'25.394 |
| 23   | 38 | クリスチャン・ダナー       | リアル・フォード       | 1'25.298 | 1'24.727 |
| 24   | 24 | ルイス・ペレス＝サラ       | ミナルディ・フォード   | 1'24.786 | 1'25.570 |
| 25   | 40 | ガブリエル・タルキーニ     | AGS・フォード          | 1'24.793 | 1'25.246 |
| 26   | 31 | ロベルト・モレノ           | コローニ・フォード     | -        | 1'25.037 |
| DNQ  | 12 | 中嶋悟                     | ロータス・ジャッド     | 1'25.051 | 1'26.358 |
| DNQ  | 29 | ヤニック・ダルマス         | ローラ・ランボルギーニ | 1'25.317 | 1'25.161 |
| DNQ  | 20 | ジョニー・ハーバート       | ベネトン・フォード     | 1'25.335 | 1'25.282 |
| DNQ  | 26 | オリビエ・グルイヤール     | リジェ・フォード       | 1'25.382 | 1'25.289 |

## 決勝
スタート時、フォーメーションラップ終了時にナイジェル・マンセル、アレッサンドロ・ナニーニ、ルイス・ペレス＝サラの3名はピットに戻りドライタイヤに交換した。タイヤ交換を済ませてピットロード出口に向かったマンセルとナニーニは、ピット出口の信号が赤ではなく黄色点滅だったこと、またピット出口をクローズするオフィシャルが居なかったことから、既にスタートが切られていると思いコースに出た。ところが実際にはまだレースはスタートしていなかった為、マンセルとナニーニはスタート手順に従わなかったことで失格となった。
プロストはスタートを決めたが、2周でピットに戻った。タイヤを交換してレースに戻ったが、間もなくサスペンション取り付け部がシャシーから剥離するトラブルによりリタイヤを喫した。
レース序盤はタイヤ選択の難しい局面が続いたが、雨が強くなったためタイヤを交換しなかったリカルド・パトレーゼの選択が正しく、首位を走行した。パトレーゼがタイヤ交換にピットインすると、デレック・ワーウィックがレースを引っ張った。しかしワーウィックは間もなく追い上げてきたセナに抜かれ、その直後にエンジントラブルでリタイヤした。
ブーツェンは序盤、ヘアピンを出た後の全開区間で大きくスピンしたが、うまくコース上にマシンをとどめて3位を走り続けた。
レース終盤、パトレーゼがアンダートレイのトラブルを抱えてタイムを落とすとブーツェンは残り6周の時点でこれを抜き2位に上がった。その3周後、今度はセナのエンジンがブローし、ホームストレートサイドにマシンを止めた。ブーツェンはトップに立ち、参戦95戦目にしてF1キャリア初優勝を飾った。これは、マンセルが持っていた初優勝までの最多参戦数記録(72戦)を更新するものだった。

### 決勝結果
| 順位     | No | ドライバー                 | マシン                 | 周回 | タイム/リタイヤ    | グリッド | ポイント |
| -------- | -- | -------------------------- | ---------------------- | ---- | ------------------ | -------- | -------- |
| 1        | 5  | ティエリー・ブーツェン     | ウィリアムズ・ルノー   | 69   | 2:01'24.073        | 6        | 9        |
| 2        | 6  | リカルド・パトレーゼ       | ウィリアムズ・ルノー   | 69   | +30.007            | 3        | 6        |
| 3        | 22 | アンドレア・デ・チェザリス | ダラーラ・フォード     | 69   | +1'36.649          | 9        | 4        |
| 4        | 11 | ネルソン・ピケ             | ロータス・ジャッド     | 69   | +1'41.484          | 19       | 3        |
| 5        | 25 | ルネ・アルヌー             | リジェ・フォード       | 68   | +1 Lap             | 22       | 2        |
| 6        | 21 | アレックス・カフィ         | ダラーラ・フォード     | 67   | +2 Laps            | 8        | 1        |
| 7        | 1  | アイルトン・セナ           | マクラーレン・ホンダ   | 66   | +3 Laps            | 2        |          |
| 8        | 38 | クリスチャン・ダナー       | リアル・フォード       | 66   | +3 Laps            | 23       |          |
| リタイヤ | 31 | ロベルト・モレノ           | コローニ・フォード     | 57   | ディファレンシャル | 26       |          |
| リタイヤ | 9  | デレック・ワーウィック     | アロウズ・フォード     | 40   | エンジン           | 12       |          |
| リタイヤ | 3  | ジョナサン・パーマー       | ティレル・フォード     | 35   | スピンオフ         | 14       |          |
| リタイヤ | 17 | ニコラ・ラリーニ           | オゼッラ・フォード     | 33   | 電気系             | 15       |          |
| リタイヤ | 16 | イヴァン・カペリ           | マーチ・ジャッド       | 28   | スピンオフ         | 21       |          |
| リタイヤ | 30 | フィリップ・アリオー       | ローラ・ランボルギーニ | 26   | スピンオフ         | 10       |          |
| 失格     | 36 | ステファン・ヨハンソン     | オニクス・フォード     | 13   | 黒旗               | 18       |          |
| リタイヤ | 24 | ルイス・ペレス＝サラ       | ミナルディ・フォード   | 11   | スピンオフ         | 24       |          |
| リタイヤ | 15 | マウリシオ・グージェルミン | マーチ・ジャッド       | 11   | 電気系             | 17       |          |
| リタイヤ | 28 | ゲルハルト・ベルガー       | フェラーリ             | 6    | ギアボックス       | 4        |          |
| リタイヤ | 40 | ガブリエル・タルキーニ     | AGS・フォード          | 6    | スピンオフ         | 25       |          |
| リタイヤ | 10 | エディ・チーバー           | アロウズ・フォード     | 3    | スピンオフ         | 16       |          |
| リタイヤ | 2  | アラン・プロスト           | マクラーレン・ホンダ   | 2    | サスペンション     | 1        |          |
| リタイヤ | 8  | ステファノ・モデナ         | ブラバム・ジャッド     | 0    | 接触               | 7        |          |
| リタイヤ | 23 | ピエルルイジ・マルティニ   | ミナルディ・フォード   | 0    | 接触               | 11       |          |
| リタイヤ | 4  | ミケーレ・アルボレート     | ティレル・フォード     | 0    | 電気系             | 20       |          |
| 失格     | 27 | ナイジェル・マンセル       | フェラーリ             | 0    | 失格               | 5        |          |
| 失格     | 19 | アレッサンドロ・ナニーニ   | ベネトン・フォード     | 0    | 失格               | 13       |          |

- No.36 S.ヨハンソンはピット機材がリアウイングに引っかかったままピットアウトし走行していたため、レーススチュワードから黒旗が提示され失格となった[3]。

- 予選、決勝順位は、公式サイト[4]およびF1グランプリ年鑑[5]より。

## 記録
- 初優勝:ティエリー・ブーツェン
- 初ファステストラップ:ジョナサン・パーマー
- 最終ポイント獲得:ルネ・アルヌー